# Plesiaceratherium
Il plesiaceraterio (gen. Plesiaceratherium) è un mammifero perissodattilo estinto, appartenente ai rinoceronti. Visse nel Miocene inferiore (circa 20 milioni di anni fa) e i suoi resti fossili sono stati ritrovati in Asia e in Europa. 

## Descrizione
I fossili di questo animale mostrano che la struttura corporea era piuttosto snella, e doveva essere dotato di zampe piuttosto lunghe. Le dimensioni dovevano essere simili a quelle dell'attuale rinoceronte di Sumatra, anche se il peso doveva essere inferiore. Il cranio, privo di corna, era dotato di due lunghi incisivi inferiori, appiattiti e ricurvi verso l'esterno; sembra che fossero più sviluppati nei maschi che nelle femmine. Gli incisivi superiori erano scomparsi, ed erano stati sostituiti probabilmente da un labbro prensile, come indicherebbero le ossa nasali molto arretrate (e quindi una potente muscolatura della parte superiore delle fauci).

## Classificazione
Plesiaceratherium è un rappresentante degli acerateriini, un gruppo di rinoceronti dalle forme snelle molto diffusi nel Miocene, privi di corno e dagli arti allungati. Sembra che Plesiaceratherium, benché piuttosto antico (risale al Miocene inferiore), fosse in realtà già piuttosto derivato, e potrebbe essere l'antenato dei più specializzati Alicornops e Chilotherium.
I fossili di Plesiaceratherium sono stati ritrovati in gran numero in Asia (principalmente in Cina), ma anche in Europa (soprattutto Germania e Spagna). Sembra che le forme cinesi (P. gracile, P. shanwangensis) fossero le più derivate, mentre quelle europee (P. mirallesi, P. fahlbuschi) fossero più primitive; queste ultime sono state a volte considerate un genere a sé stante, Dromoceratherium. Un'altra specie europea, proveniente dal Miocene medio della Bosnia-Erzegovina, è P. balkanicum.

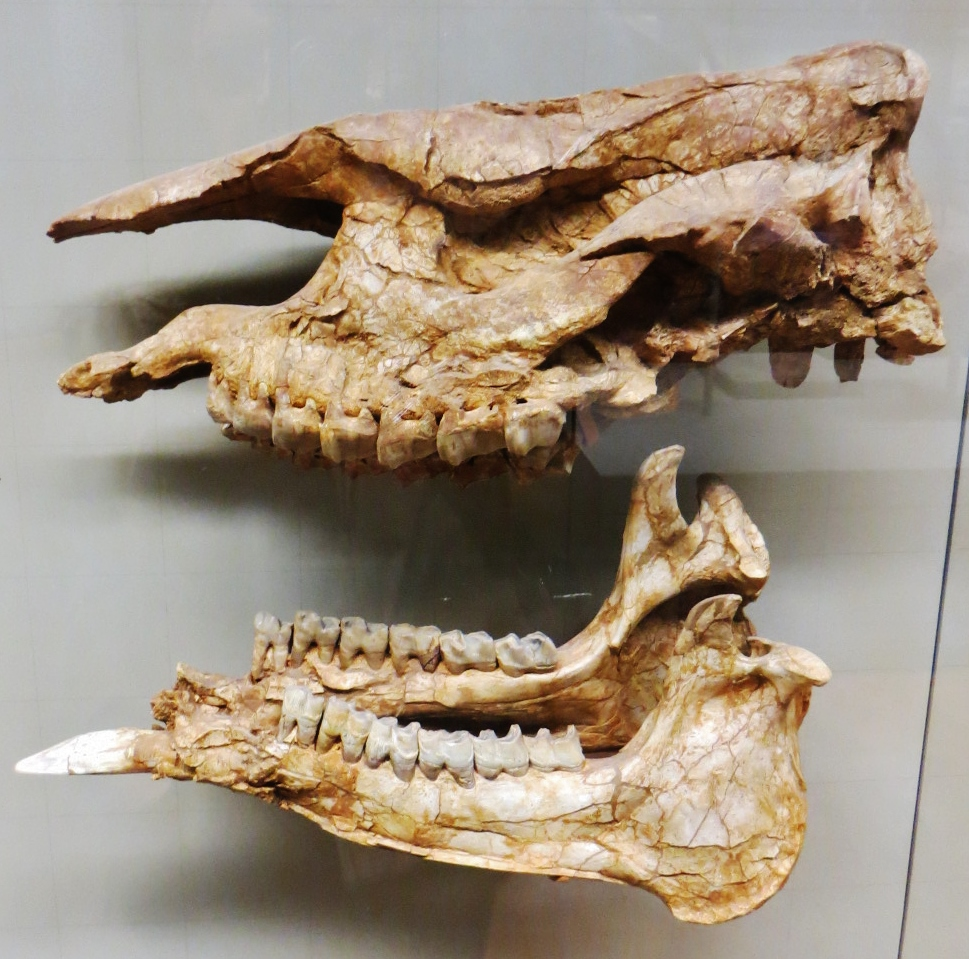
Cranio di Plesiaceratherium sp.
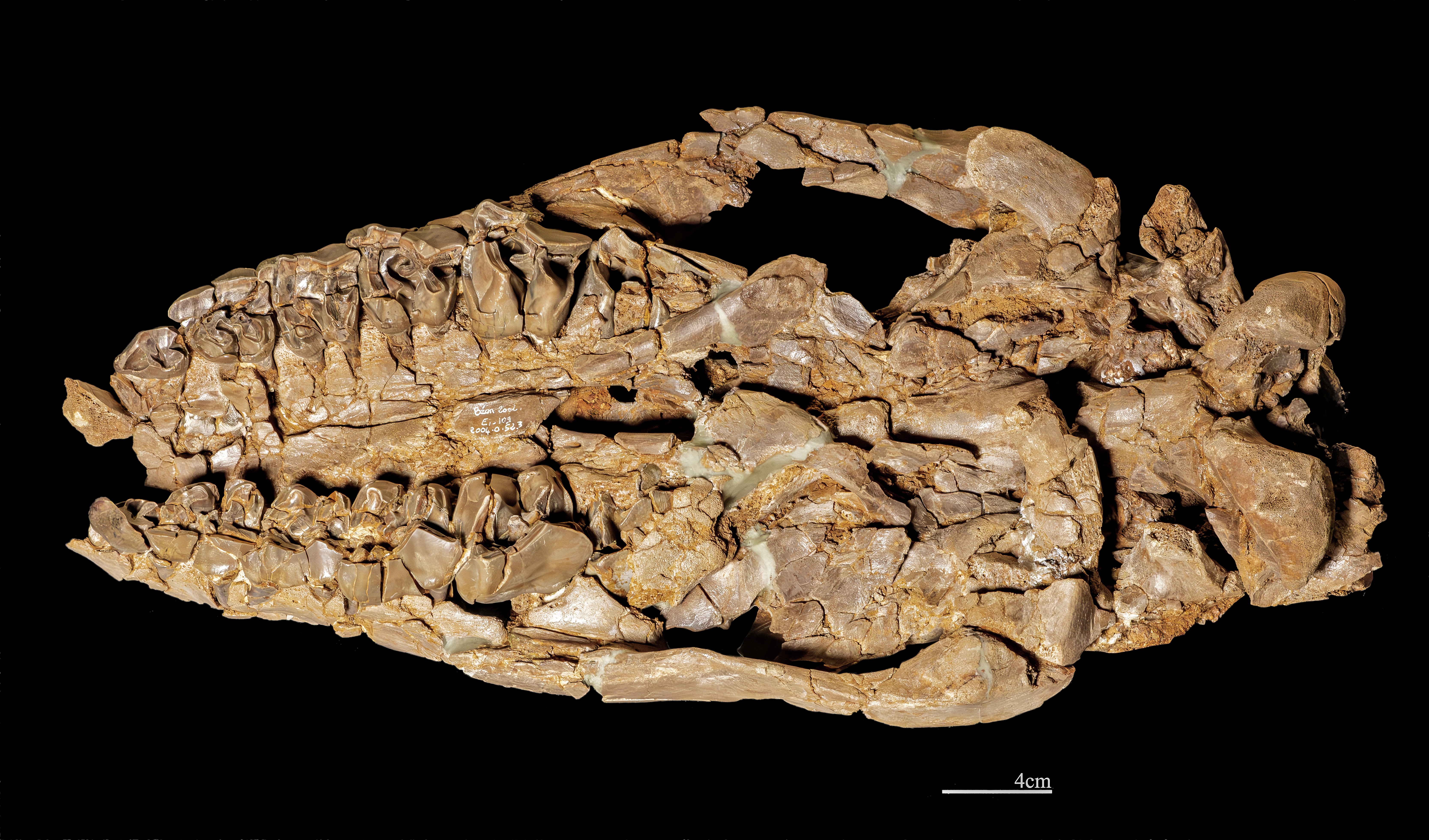
Plesiaceratherium mirallesi Cranio (Béon, Montréal-du-Gers, France) MHNT
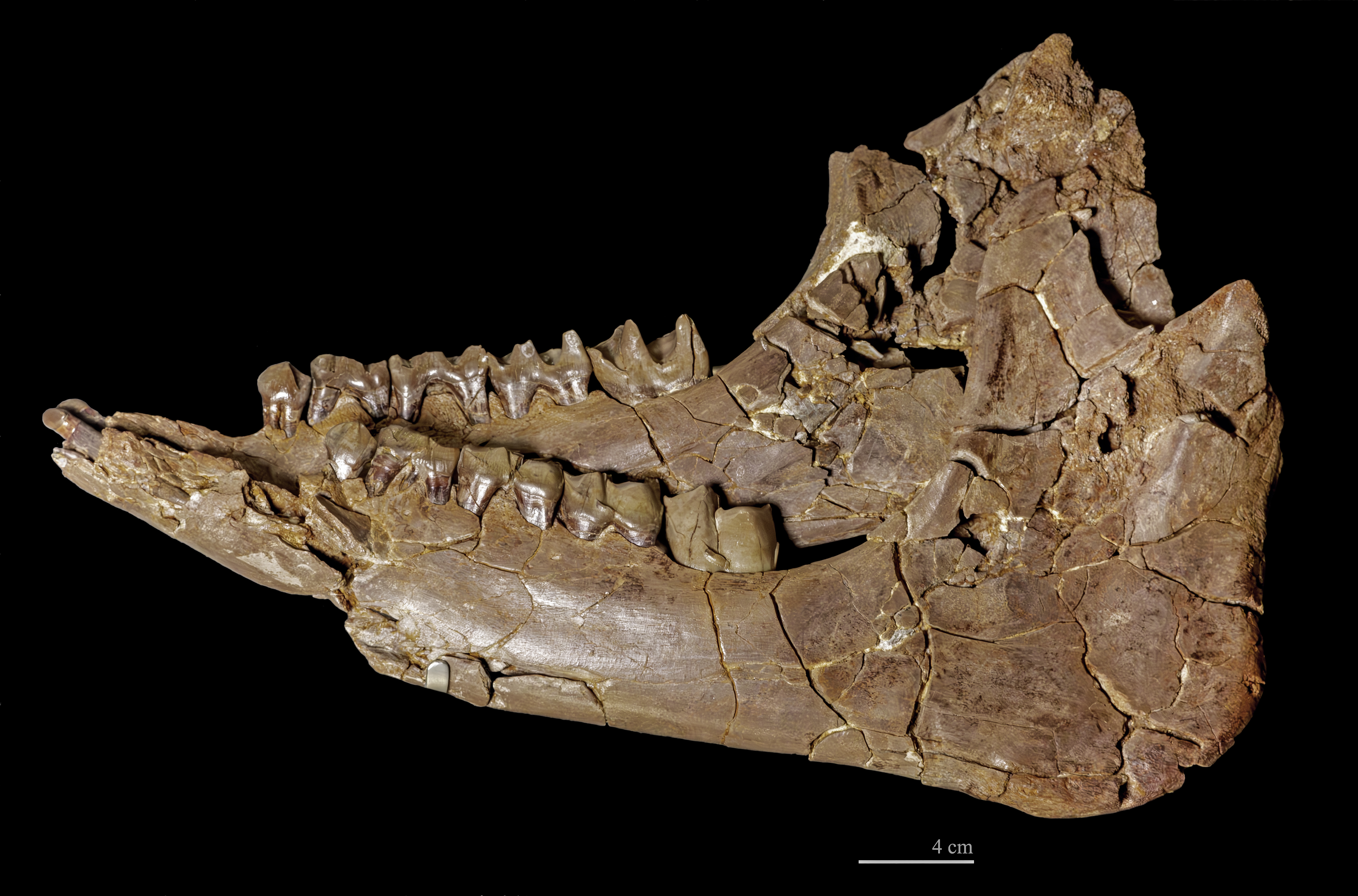
Plesiaceratherium mirallesi Mandibola (Béon, Montréal-du-Gers, France) MHNT

## Paleobiologia

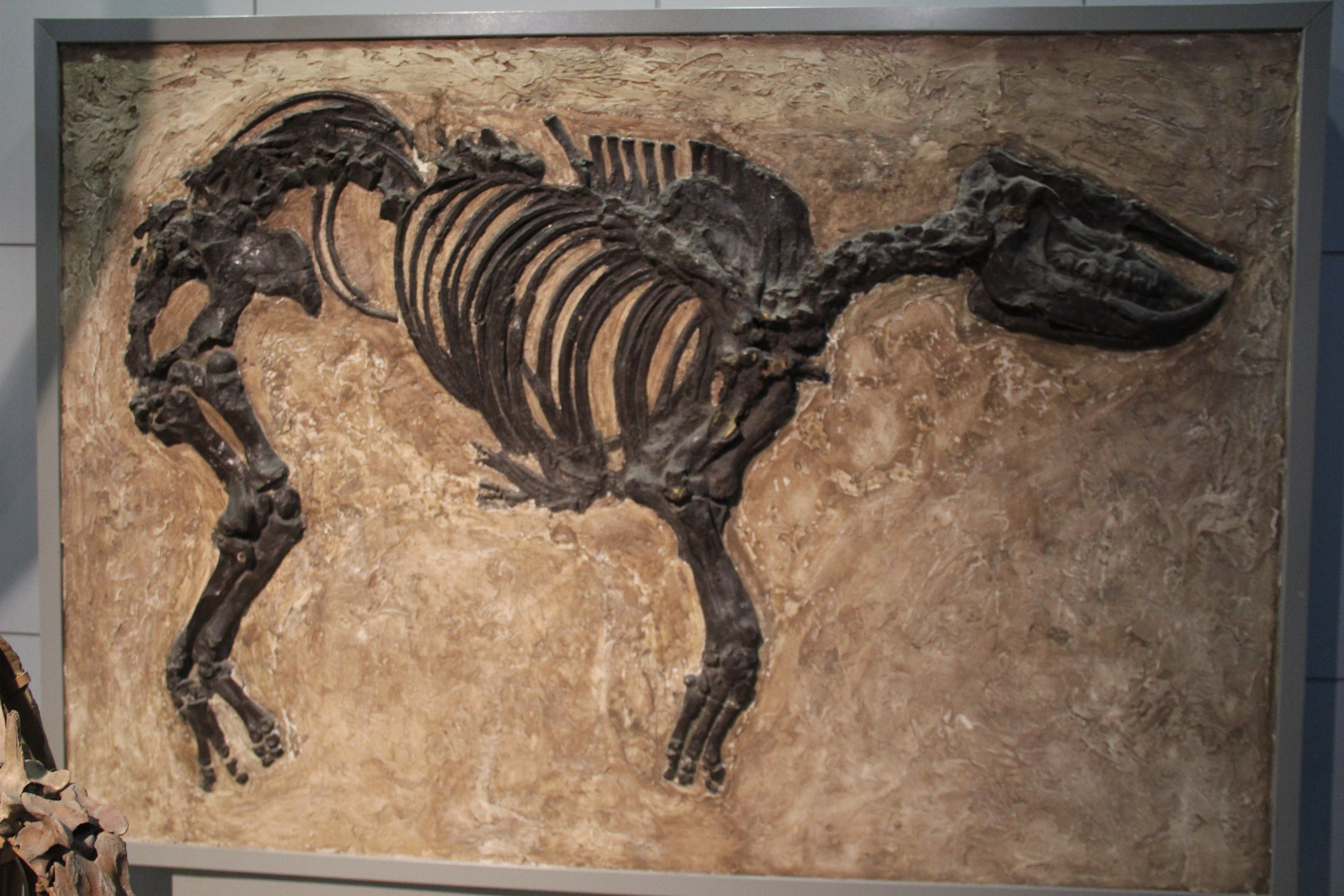
Fossile di Plesiaceratherium gracile

Le lunghe zampe di questi animali indicano che, al contrario di altri rinoceronti come i teleoceratini, gli acerateriini non erano adattati alla vita nelle paludi; si suppone che gli incisivi inferiori estremamente allungati servissero da difesa o forse venissero usati anche nella ricerca del cibo; il labbro prensile simile a quello dei tapiri era usato sicuramente per afferrare e strappare foglie e ramoscelli.